# Subaru 1500
Первый автомобиль, построенный автомобильным подразделением компании Fuji Heavy Industries был назван Subaru 1500, с рабочим кодовым названием P1. Прототип имел цельносварную конструкцию кузова и внешность понтона, с поперечными рычагами, независимыми передней и задней рессорными подвесками.
1,5-литровый четырехцилиндровый OHV двигатель (кодовое название «FG4A») был получен от Peugeot 202, и построен компанией Высокоточные технологии Фудзи, позже известной как Prince Motor Company. Subaru 1500 имеет сходство с Peugeot 403. Позже, другой двигатель, разработанный Fuji Heavy Industries, под кодовым названием «L4-1», который был также 1,5-литровый, но он был на 20 % легче OHV двигателя. «P-1» имел жидкостное охлаждение, а также четырехцилиндровый рядный двигатель.
Было построено всего 20 автомобилей «P-1», все в 1954 году, 11 из них оснастили двигателем «FG4A». Шесть единиц были предоставлены компаниям такси в городах Исэсаки, Ота и Хондзё для тестирования, и автомобили показали успешные результаты.
Для Subaru это был первый переднемоторный и заднеприводный (и единственный до выпуска Subaru BRZ в 2012 году) автомобиль.